# Saint-Laurent-la-Roche
Saint-Laurent-la-Roche korábbi község (település) Franciaországban, Jura megyében. 2016. január 1-jén Essia, Essia és Varessia községgel egyesült és La Chailleuse új község része lett.
Lakosainak száma 328 fő (2018. január 1.). Saint-Laurent-la-Roche Geruge, La Chailleuse, Augisey, Bornay, Cesancey, Gevingey, Grusse és Rotalier községekkel határos.

## Népesség
A település népessége az elmúlt években az alábbi módon változott:
| Lakosok száma | 241  | 203  | 243  | 260  | 276  | 345  | 342  | 337  | 332  | 328  |
|               | 1962 | 1968 | 1982 | 1990 | 1999 | 2008 | 2011 | 2013 | 2017 | 2018 |